# Lê Thị Kim Loan
Lê Thị Kim Loan (sinh 16 tháng 11 năm 1990) là một kỳ thủ cờ tướng Việt Nam. Chị là nhà vô địch quốc gia năm 2021.

## Sự nghiệp
Lê Thị Kim Loan là một kỳ thủ mạnh về cờ nhanh và cờ chớp. Chị từng vô địch quốc gia cờ chớp năm 2018. Trước giải năm 2021, Lê Thị Kim Loan chưa bao giờ giành huy chương cờ tiêu chuẩn tại giải vô địch quốc gia. Giải vô địch quốc gia 2021 chơi theo thể thức hệ Thụy Sĩ 7 ván, sau đó chọn 16 kỳ thủ đánh loại trực tiếp. Chị đứng hạng 14 ở giai đoạn một. Ở vòng loại trực tiếp chị lần lượt thắng các nhà cựu vô địch Phạm Thu Hà, Hoàng Thị Hải Bình, Đàm Thị Thùy Dung trước khi thắng Trần Tuệ Doanh ở chung kết để lên ngôi vô địch.
Ở Sea Games 31, Lê Thị Kim Loan đã giành huy chương vàng nội dung đơn nữ.